# Якаць-Боркі
Якаць-Боркі (пол. Jakać-Borki) — село в Польщі, у гміні Снядово Ломжинського повіту Підляського воєводства.
Населення — 103 особи (2011).
У 1975-1998 роках село належало до Ломжинського воєводства.

## Демографія
Демографічна структура станом на 31 березня 2011 року:
|          | Загалом | Допрацездатний вік | Працездатний вік | Постпрацездатний вік |
| -------- | ------- | ------------------ | ---------------- | -------------------- |
| Чоловіки | 51      | 16                 | 27               | 8                    |
| Жінки    | 52      | 12                 | 27               | 13                   |
| Разом    | 103     | 28                 | 54               | 21                   |